# Шъруд (град, Орегон)
Шъруд (на английски: Sherwood) е град в окръг Вашингтон, щата Орегон, САЩ. Шъруд е с население от 16115 жители (2006) и обща площ от 10,5 km². Намира се на 58,8 m надморска височина. ЗИП кодът му е 97140, а телефонният му код е 503.